# Kaïbo-Nord V2
Ne doit pas être confondu avec Kaïbo-Sud V2.
Pour les articles homonymes, voir Kaïbo.
Kaïbo-Nord V2 est une commune rurale située dans le département de Bindé de la province du Zoundwéogo dans la région du Centre-Sud au Burkina Faso.

## Géographie
Kaïbo-Nord V2 est situé à 20 km au nord-est de Bindé et à 30 km au nord-est de Manga.

## Santé et éducation
Kaïbo-Nord V2 accueille un centre de santé et de promotion sociale (CSPS) tandis que le centre médical (CMA) le plus proche se trouve à Manga.